# Amadou Abdoulaye Dieng
Pour les articles homonymes, voir Dieng.
Le général de brigade Amadou Abdoulaye Dieng, né le 20 mars 1932 à Saint-Louis et mort le 6 août 2018, est un officier général sénégalais ayant exercé les fonctions de Sous-Chef d’état-major général des Armées, de gouverneur de la région administrative de Ziguinchor et de président de l'Observatoire national des élections (Onel).

## Biographie

### Formation
En 1949, Amadou Abdoulaye Dieng sort à 16 ans agent d’agriculture du collège d’agriculture de Louga.
En 1952, Amadou Abdoulaye Dieng est incorporé dans l’Armée, au 7e RTS : Régiment de tirailleurs sénégalais. Il était parmi les premiers Africains à intégrer l’arme blindée. Il commence une carrière dans l’armée française qu’il ne quittera qu’à l’indépendance avec le grade d’adjudant chef. 
Il est admis à Saumur, en France, où il fait un stage d’un an, et passe sous-lieutenant.

### Carrière
Le 1er août 1965, Amadou Abdoulaye Dieng passe lieutenant.
En avril 1970, il passe capitaine et devient aide de camp du président Senghor jusqu’en 1974.
En 1976, il passe commandant.
Le 1er octobre 1983, il passe colonel et est porté à la tête du commandement de la zone militaire Sud.
Il a été Chef d'état-major de l'armée de terre.
En 1988, il est Sous-Chef d’état-major général des Armées du général Mamadou Mansour Seck.
Il sera ensuite nommé gouverneur de la région de Ziguinchor.
En 1993, à la veille de l'élection présidentielle il est nommé à la présidence de l'Observatoire national des élections (Onel). Nomination contestée par l'opposition.